# Cristina Bargero
Cristina Bargero (Casale Monferrato, 16 dicembre 1975) è una politica italiana.

## Biografia
Nata a Casale Monferrato nella provincia di Alessandria, si laurea in Giurisprudenza all'Università degli Studi di Torino (in cui ne sarà docente a contratto), con un percorso di studi economico. Consegue successivamente due titoli di Master, uno in analisi delle politiche pubbliche e l'altro in Pubblica Amministrazione.
È ricercatrice presso l'Istituto ricerche economiche e sociali della Regione Piemonte, nonché autrice di diverse pubblicazioni. Si occupa delle tematiche relative alle politiche pubbliche ed in particolare a quelle dello sviluppo economico del territorio e della finanza locale.
Tra le fondatrici nel 2007 del Partito Democratico (PD) nella provincia di Alessandria, il 29 dicembre 2012 partecipa alle primarie "Parlamentarie" indette dal PD per la scelta dei candidati parlamentari del Partito Democratico alle elezioni politiche del 2013, dove risulta la seconda più votata nella provincia di Alessandria, dietro solo a Daniele Borioli. Entrata così nella lista di candidati per la Camera dei deputati alle elezioni politiche del 2013 per la circoscrizione Piemonte 2. Il 24-25 febbraio 2013 viene eletta per la prima volta alla Camera dei deputati e il Partito Democratico, nella sua città natale, Casale Monferrato, diventa il partito più votato.
Alle elezioni politiche del 2018 si è candidata al Senato della Repubblica nel collegio uninominale di Vercelli, ma non viene eletta, dopo essere arrivata terza dietro all'esponente del centro-destra, in quota forzista, Gilberto Pichetto Fratin (46,97%) e al candidato del Movimento 5 Stelle Ezio Conti (23,82%).
Nell'autunno 2019 abbandona il PD e aderisce a Italia Viva, il partito fondato da Matteo Renzi di stampo liberale e centrista.
A fine dicembre 2020 entra nel consiglio di amministrazione di Trenitalia.